# Teorema di Pappo

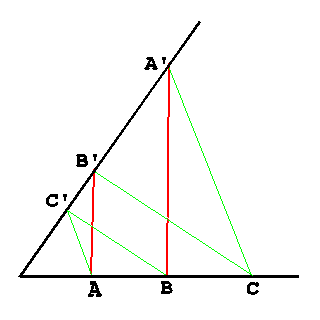
Esposizione grafica

Il teorema di Pappo (o teorema di Pappo-Pascal) afferma che, dati A, B e C punti su di una retta, aventi il corrispettivo A', B' e C' su di un'altra retta che interseca la prima in un punto O, allora:
se C'B è parallelo a B'C, e C'A è parallelo a A'C, allora anche BA' sarà parallelo ad AB'.
La dimostrazione di questo teorema può essere operata indipendentemente dall'assioma archimedeo, mediante gli assiomi dei gruppi I (1 - 3) e II - IV di David Hilbert.
Il teorema di Pappo permette di fondare un calcolo dei segmenti sostanzialmente equivalente al calcolo algebrico, poiché grazie ad esso possiamo giustificare le proprietà associativa e commutativa dell'addizione e della moltiplicazione tra segmenti. Mediante il calcolo dei segmenti basato sul teorema di Pappo - Pascal, è possibile fondare una teoria delle similitudini indipendente dall'assioma di Archimede.
Il teorema di Pappo è un teorema duale.